# Economia constitutional
A economia constitucional é um programa de pesquisa em economia e constitucionalismo que tem sido descrito como explicando a escolha "de conjuntos alternativos de regras jurídico-institucionais-constitucionais que restringem as escolhas e atividades dos agentes econômicos e políticos". Isto vai além da definição de "análise económica do direito constitucional" e é diferente de explicar as escolhas dos agentes económicos e políticos dentro dessas regras, um assunto da economia ortodoxa. Em vez disso, a economia constitucional tem em conta os impactos das decisões económicas políticas, em vez de limitar a sua análise às relações económicas como funções da dinâmica de distribuição de bens e serviços comercializáveis.
A economia constitucional foi iniciada pelo trabalho de James M. Buchanan. Ele argumentou que "O economista político que procura oferecer aconselhamento normativo deve, necessariamente, concentrar-se no processo ou estrutura dentro da qual as decisões políticas são tomadas. As constituições, ou estruturas ou regras existentes, são objeto de escrutínio crítico." A economia constitucional tem sido caracterizada como uma abordagem prática para aplicar as ferramentas da economia a questões constitucionais. Por exemplo, uma grande preocupação de todas as nações é a alocação adequada dos recursos económicos e financeiros nacionais disponíveis. A solução jurídica para este problema insere-se no âmbito da economia constitucional. Outro exemplo é estudar a “compatibilidade das decisões económicas eficazes com o quadro constitucional existente e as limitações ou condições favoráveis criadas por esse quadro”.

## Origens

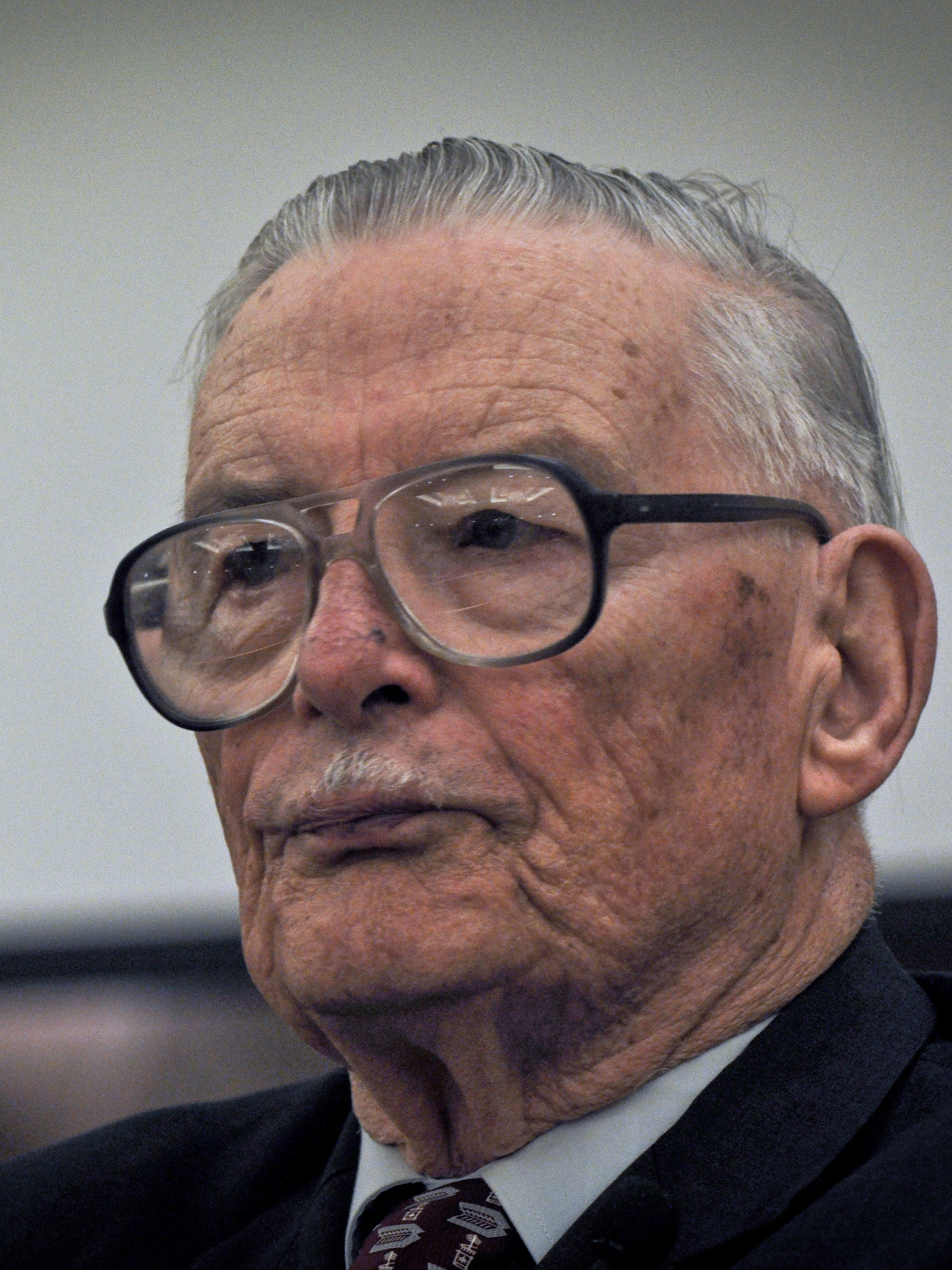
A economia constitucional foi popularizada por James M. Buchanan, pelo qual recebeu o Prémio Nobel Memorial de Ciências Económicas de 1986 (retratado aqui em Setembro de 2010).

O termo "economia constitucional" foi cunhado em 1982 pelo economista norte-americano Richard McKenzie para designar o principal tema de discussão em uma conferência realizada em Washington D.C. Mais tarde, o neologismo de McKenzie foi adotado por outro economista americano, James Buchanan, como nome para um novo subdisciplina acadêmica. Foi o trabalho de Buchanan nesta subdisciplina que lhe valeu o Prémio Nobel Memorial em Ciências Económicas pelo seu "desenvolvimento das bases contratuais e constitucionais para a teoria da tomada de decisões económicas e políticas" em 1986. economia constitucional inspira-se substancialmente no atitude reformista que é característica da visão de Adam Smith, e que o conceito de Buchanan pode ser considerado a contrapartida moderna daquilo que Smith chamou de “a ciência da legislação. 

## Economia constitucional positiva
Dentro da economia constitucional positiva, as ferramentas ou métodos são diferentes das ferramentas económicas normais devido à natureza interdisciplinar do programa. A principal ferramenta da economia constitucional positiva é a “análise institucional comparativa”, com quatro elementos principais.  O primeiro elemento examina como surgiram certas regras constitucionais e que factores fizeram com que as regras fossem desenvolvidas como resultado de contribuições individuais agregadas. O segundo elemento analisa como as regras são distinguíveis entre factores individuais e colectivos, embora Voigt reconheça que este método de investigação raramente é utilizado.
O terceiro elemento são as possibilidades de novas mudanças constitucionais (ou de regras). Qualquer alteração proposta às restrições constitucionais, ou regras de restrições, está sujeita ao escrutínio económico quanto aos seus efeitos na eficiência e na equidade. O quarto elemento da economia constitucional positiva examina os efeitos económicos da mudança desenvolvida ou modificada nas regras.

## Economia constitucional normativa
A economia constitucional normativa direciona seu foco para a legitimação do Estado e de suas ações como o meio mais eficaz para alcançar máxima eficiência e utilidade. Nesse contexto, ela avalia condições ou regras que se mostram eficientes, analisando e estudando sistemas políticos para otimizar a eficiência, onde o resultado das escolhas coletivas é considerado "justo", "apenas" ou "eficiente". Este enfoque, compartilhado por estudiosos como Buchanan e Stefan Voigt, parte do pressuposto fundamental de que os objetivos ou valores de um indivíduo não podem substituir o valor de outro, impossibilitando a existência de uma norma ou objetivo social universal e absoluto. Buchanan, à semelhança de Stefan Voigt, sustenta que a política pode ser vista como uma forma de troca, assemelhando-se ao processo em que os indivíduos concordam em trocar mercadorias. Ele defende a ideia de que, se as pessoas agirem racionalmente em seu próprio interesse percebido e se a decisão for voluntária e informada, qualquer acordo desse tipo é considerado "eficiente" e, portanto, deveria ocorrer normativamente.
A abordagem metodológica do individualismo leva Buchanan a afirmar normativamente que uma teoria política muito semelhante à de John Rawls, conforme apresentada em sua obra seminal de 1971, "Uma Teoria da Justiça", seria mais eficaz na concretização dos objetivos individuais. Incorporando elementos como um véu de ignorância e decisões a priori de objetivos sociais, Buchanan argumenta que a economia política não visa a engenharia social ou um propósito moral específico, mas sim auxilia os indivíduos em sua busca por regras que melhor sirvam a seus propósitos individuais. Para Buchanan, uma sociedade "boa" é aquela que promove os interesses individuais, em vez de buscar algum fim moral ou teleológico independente.

### As opiniões de James Buchanan sobre a ética da cidadania constitucional
Segundo Buchanan, a eficiência política, tal como a eficiência do mercado, ocorre quando todos os indivíduos da comunidade concordam com as estruturas políticas. O argumento de Buchanan é semelhante a uma visão de contrato social do governo, onde os indivíduos concordam em impor restrições a si mesmos em troca de benefícios antecipados. Buchanan argumentou que assim como uma transação de mercado ocorre por meio de trocas voluntárias e mutuamente benéficas, o mesmo acontece com as "trocas" políticas de direitos e autoridade. Buchanan acreditava que a ética do constitucionalismo é uma chave para a ordem constitucional e "pode ser chamada de mundo kantiano idealizado", onde o indivíduo "que está ordenando, junto com substancialmente todos os seus companheiros, adota a lei moral como regra geral para comportamento"
Buchanan introduziu os conceitos interdisciplinares de "cidadania constitucional" e "anarquia constitucional". Segundo Buchanan, a “anarquia constitucional” é uma política moderna que pode ser melhor descrita como ações empreendidas sem compreender ou levar em conta as regras que definem a ordem constitucional. Esta política é justificada por referências a tarefas estratégicas formuladas com base em interesses concorrentes, independentemente do seu impacto subsequente na estrutura política. Ao mesmo tempo, Buchanan introduz o conceito de “cidadania constitucional”, que designa como o cumprimento pelos cidadãos dos seus direitos e obrigações constitucionais que devem ser considerados parte constituinte da política constitucional. Buchanan escreveu que "a ética da cidadania constitucional não é diretamente comparável ao comportamento ético na interação com outras pessoas dentro das restrições impostas pelas regras de um regime existente. Um indivíduo pode ser totalmente responsável, no sentido ético padrão, e ainda assim falhar em atender ao requisito ético da cidadania constitucional”.
Buchanan considerou o termo “constitucionalidade” no sentido amplo e aplicou-o às famílias, empresas e instituições públicas, mas, antes de tudo, ao Estado. Crucial para a compreensão do sistema de pensamento de Buchanan é a distinção que ele fez entre política e política. Segundo Buchanan, a política trata das regras do jogo, onde a política se concentra nas estratégias que os jogadores adotam dentro de um determinado conjunto de regras. “As questões sobre quais são as boas regras do jogo estão no domínio da filosofia social, enquanto as questões sobre as estratégias que os jogadores irão adotar dadas essas regras são do domínio da economia, e é o jogo entre as regras (filosofia social) e o estratégias (economia) que constituem o que Buchanan chama de economia política constitucional”.

### Hayek
Buchanan não é o único contribuidor para a economia constitucional normativa. O economista Friedrich Hayek também escreveu extensivamente sobre o tema da economia constitucional, mesmo que não tenha mencionado especificamente a economia constitucional. Hayek defende uma democracia constitucional representativa como a melhor estrutura de governo. O principal projeto de Hayek era a reivindicação da liberdade e o estabelecimento de critérios para um regime de liberdade. Hayek estava preocupado com o tipo de estado que Buchanan/Rawls consideravam normativo. Hayek considerou necessário um retorno às visões tradicionais de governo, natureza humana, filosofia política e economia. Ele acreditava que o estado de Buchanan/Rawls tinha a propensão quase inevitável ao totalitarismo, à medida que o estado procura maximizar a utilidade individual.

## Analise econômica ds Constituições
O nascimento geralmente aceito da análise econômica constitucional da Constituição dos Estados Unidos foi o livro marcante de Charles Austin Beard, de 1913, Uma Interpretação Econômica da Constituição dos Estados Unidos. Embora a maioria dos estudiosos hoje rejeite a tese geral de Beard, ele iniciou um novo método de pensamento económico e político que evoluiria para a análise da economia constitucional contemporânea. A principal tese de Beard era que a Constituição dos EUA "era essencialmente um documento económico baseado no conceito de que os direitos privados fundamentais de propriedade são anteriores ao governo e moralmente fora do alcance das maiorias populares". Escrevendo em 1987 para a Faculdade de Direito de Yale, Jonathan Macey sintetiza a história da análise econômica constitucional aplicada à Constituição dos EUA. Macey oferece uma análise diferente da Constituição dos EUA e responde criticamente à visão de Beard sobre a Constituição. Como Macey entendia Beard, uma parte famosa e crucial da Constituição, a separação de poderes, era na verdade um meio de permitir a hegemonia de recursos nas mãos de poucos ricos. Macey não poderia discordar mais; ele argumenta que a Constituição e a separação de poderes foram criadas para impedir o poder político e económico agregado. Ele aponta para o Federalista nº 10, o argumento de James Madison sobre a necessidade de facções devido ao que ele via como verdades da natureza humana.
O Direito Constitucional Econômico no Brasil refere-se ao conjunto de normas e princípios que regulam as relações entre o Estado e a economia, estabelecendo as bases legais para a organização econômica do país. Ele está intrinsicamente ligado à Constituição Federal de 1988 e abrange diversas áreas.  A Constituição estabelece princípios econômicos fundamentais, como a busca do pleno emprego, a defesa do consumidor, a valorização do trabalho humano, a função social da propriedade e a livre iniciativa. A Carta Magna assegura direitos sociais e econômicos, incluindo o direito ao trabalho, à educação, à saúde, à previdência social e à moradia, contribuindo para a promoção da igualdade e da justiça social. A Constituição estabelece as competências tributárias entre União, Estados, Municípios e Distrito Federal, além de princípios que regem a criação e a cobrança de tributos, visando a equidade e a justiça fiscal.
A Constituição Federal de 1988 define regras para a elaboração, execução e fiscalização do orçamento público, garantindo a transparência e a eficiência na gestão dos recursos financeiros do Estado. Aborda a função social da propriedade rural, promovendo a reforma agrária e o desenvolvimento rural sustentável. Prevê a proteção do meio ambiente, estabelecendo princípios para o uso sustentável dos recursos naturais e o desenvolvimento econômico equilibrado. Regula a participação do Estado na economia, destacando a livre concorrência, a defesa do consumidor e a promoção de políticas setoriais e define a ordem econômica e social brasileira, valorizando o trabalho, a livre iniciativa e a busca pelo pleno emprego, além de estabelecer princípios gerais para a atuação do Estado na economia.

### Separação dos poderes
Macey demonstra como a economia constitucional pode ser aplicada às constituições. Em vez de olhar para as intenções políticas ou filosóficas dos fundadores, Macey viu a constituição através de olhos económicos, considerando os incentivos, escolhas, alocações e outros factores económicos dentro das regras políticas de uma constituição. Tradicionalmente, a criação de facções tem sido interpretada como um movimento político para separar o poder e impedir a hegemonia do Estado. Macey concorda, mas acrescenta uma advertência. Ele mantém um incentivo econômico real para as facções que obrigaram os Fundadores a separar o governo. Macey argumentou que se o governo não for separado em poderes distintos, a possibilidade de uma extensa procura de renda ameaça a eficiência do governo devido a grupos com interesses próprios ou indivíduos que fazem lobby junto dos poderes políticos para os seus objetivos. Na interpretação de Madison por Macey, a separação de poderes canaliza os lobistas para o mercado competitivo e mais eficiente, aumentando tanto os custos de transacção que os meios do mercado privado são menos dispendiosos do que apelar aos vários poderes separados do governo. Macey the quantifica a legislação numa curva padrão de oferta-procura, onde a procura é o desejo dos grupos de interesse por leis e a oferta é a disposição da legislação. Ele argumenta que a separação de poderes desloca a curva de oferta para a esquerda, aumentando o preço e diminuindo a quantidade de legislação.

## Abordagem jurídica
O juiz Richard Posner enfatizou a importância de uma constituição para o desenvolvimento económico. Ele examina a inter-relação entre uma constituição e o crescimento econômico. Posner aborda a análise constitucional principalmente a partir da perspectiva dos juízes, que constituem uma força crítica para a interpretação e implementação de uma constituição, criando assim - de facto em países de direito consuetudinário - o corpo do direito constitucional. Ele enfatiza a importância das disposições constitucionais “no estabelecimento de limites externos mais amplos ao exercício da discricionariedade judicial”. Assim, um juiz, ao julgar um caso, é guiado em primeiro lugar pelo espírito e pela letra da constituição. O papel da economia neste processo é ajudar a “identificar as consequências de interpretações alternativas” da constituição. Ele então explica que “a economia pode fornecer insights sobre questões que influenciam a interpretação jurídica adequada”. No final das contas, como enfatiza Posner, “os limites de uma abordagem econômica para decidir casos constitucionais [são] estabelecidos pela Constituição”. Além disso, defende que “a protecção efectiva dos direitos económicos básicos promove o crescimento económico”.
Simultaneamente com o aumento da investigação académica no campo da economia constitucional nos EUA na década de 1980, o Supremo Tribunal da Índia, durante quase uma década, incentivou litígios de interesse público em nome dos pobres e oprimidos, utilizando uma interpretação muito ampla de vários artigos da Constituição indiana. O antigo Chefe de Justiça do Tribunal Constitucional da Indonésia, Jimly Asshiddiqie, também publicou o seu livro "Konstitusi Ekonomi" (2010) na promoção da ideia de Constituição Económica. Este é um exemplo vívido de uma aplicação prática de facto da metodologia da economia constitucional. O Presidente do Tribunal Constitucional da Federação Russa, Valery Zorkin, fez uma referência especial ao papel educacional da economia constitucional: "Na Rússia, a adição de novas disciplinas acadêmicas como a economia constitucional aos currículos dos departamentos universitários de direito e economia torna-se Criticamente importante."

## Escola de Economia Constitucional Russa
A escola russa de economia constitucional foi criada no início do século XXI com a ideia de que a economia constitucional permite uma análise económica e constitucional combinada no processo legislativo (especialmente orçamental), ajudando assim a superar a arbitrariedade na decisão económica e financeira- fazendo. Por exemplo, quando as despesas militares (e similares) superam as despesas orçamentais com a educação e a cultura. A economia constitucional estuda questões como a distribuição adequada da riqueza nacional. Isto também inclui os gastos do governo com o sistema judiciário, que em muitos países em transição e em desenvolvimento é completamente controlado pelo executivo. Este último mina o princípio dos pesos e contrapesos, fundamental para a separação de poderes, uma vez que cria uma dependência financeira crítica do poder judicial. É importante distinguir entre os dois métodos de corrupção do poder judicial: a corrupção estatal (através do planeamento orçamental e de vários privilégios sendo os mais perigosos), e a corrupção privada. O primeiro torna quase impossível para qualquer empresa facilitar o crescimento e o desenvolvimento ideais da economia de mercado nacional. Na língua inglesa, a palavra “constituição” possui uma série de significados, abrangendo não apenas constituições nacionais como tais, mas também estatutos de empresas, regras não escritas de vários clubes, grupos informais, etc. para os países em transição e em desenvolvimento, concentra-se inteiramente no conceito de constituição de um Estado. Este modelo de economia constitucional baseia-se no entendimento de que é necessário reduzir a lacuna entre a aplicação prática dos direitos económicos, sociais e políticos concedidos pela constituição e a política económica anual (ou intercalar), a legislação orçamental e as políticas administrativas. conduzido pelo governo. Em 2006, a Academia Russa de Ciências reconheceu oficialmente a economia constitucional como uma subdisciplina acadêmica separada.

## Críticas
Walter Block e Thomas DiLorenzo criticam a possibilidade da economia constitucional como ciência. Eles sustentam que a política não pode ser equiparada ao mercado e, portanto, como estudo, não pode existir. Eles sustentam que, ao contrário do mercado, o consentimento não é a base da política e que a política é impulsionada pela coerção violenta e historicamente belicosa. Portanto, acreditam que o método económico constitucional apenas obscurece a discussão da escolha pública e da economia política. Buchanan, Voigt, Macey e até Beard assumem implicitamente que a política é a troca de “bens” políticos, uma forte visão do contrato social. Mas para Block e DiLorenzo, a política é um grupo poderoso que coage caronas gratuitas de um grupo mais fraco. Do Império Romano até ao presente, traçam como o Estado surge sempre da conquista e da exploração, nunca do consentimento. O Cálculo do Consentimento, um texto fundamental para a economia constitucional, suporta grande parte dos seus ataques. Se estiverem correctos ao dizer que nenhum Estado foi ou pode ser voluntário e que o governo voluntário é inerentemente contraditório, a economia constitucional como disciplina não pode existir. William Campbell explica a fraqueza da economia constitucional no seu pressuposto de que o objectivo de um regime deve ser a eficiência, a liberdade individual e os direitos libertários, e não a moralidade ou o bem superindividual.